# Maurizio Prollo
Maurizio Prollo (Palermo, 6 giugno 1972) è un attore italiano.

## Biografia
Giovanissimo pasticcere, Prollo entra nel mondo del cinema a 16 anni avendo superato un provino per il film Mery per sempre di Marco Risi del 1989, nel ruolo di Claudio Catalano , con Michele Placido, Claudio Amendola e Francesco Benigno.
Il suo secondo film è sempre di Marco Risi e sempre nello stesso ruolo di Claudio: Ragazzi fuori, del 1990.
Per un periodo vive e lavora in Svizzera partecipando al film Vite perdute di Giorgio Castellani, assieme al cantante neomelodico Gianni Celeste. Nel novembre 1990 era sfuggito fortunatamente alla morte per il suo ritardo nel prendere il Volo Alitalia 404 che si schianterà su una collina presso Zurigo. Tra le vittime il suo amico e collega Roberto Mariano.
Dopo questi film, partecipa anche ai film Anni 90 del 1992 e Anni 90 - Parte II 1993 assieme all'amico e attore Francesco Benigno.
Nel 1999 partecipa a qualche puntata della serie televisiva Il commissario Montalbano
Nel 2007 è apparso nel video della canzone Pensa di Fabrizio Moro.
Nel 2009 si impiega come bagnino a Mondello.
Nel 2011 interpreta il ruolo di un mafioso nella serie televisiva Squadra antimafia - Palermo oggi 3.

## Filmografia

### Cinema
- 1984 - Cento giorni a Palermo, regia di Giuseppe Ferrara
- 1989 - Mery per sempre, regia di Marco Risi
- 1990 - Ragazzi fuori, regia di Marco Risi
- 1992 - Vite perdute, regia di Giorgio Castellani
- 1992 - Anni 90 (Un amore impossibile), regia di Enrico Oldoini
- 1993 - Anni 90 - Parte II (Luna di fiele), regia di Enrico Oldoini
- 1994 - Mario e il mago (Mario und der Zauberer), regia di Klaus Maria Brandauer
- 1996 - Italiani, regia di Maurizio Ponzi
- 2001 - Tra due mondi, regia Fabio Conversi
- 2010 - I baci mai dati, regia di Roberta Torre
- 2014 - Belluscone - una storia siciliana, regia di Franco Maresco
- 2017 - L'ora legale , regia di Ficarra e Picone

### Televisione
- 1992 - Uomo di rispetto, regia di Damiano Damiani
- 1999 - Una sola debole voce, regia di Alberto Sironi
- 1999 - Il commissario Montalbano, regia di Alberto Sironi - (1 st. 3° ep.)
- 2000 - Tramonto siciliano, regia di Gregorio Catalano
- 2011 - Il segreto dell'acqua, regia di Renato De Maria
- 2011 - Squadra antimafia - Palermo oggi 3, regia di Beniamino Catena, Giacomo Martelli, Kristoph Tassin - (3 st. 1 ep.)
- 2017 - I fantasmi di Portopalo, regia di Alessandro Angelini
- 2022 - Màkari, regia di Michele Soavi - (2 st. 1° ep.)

## Videoclip
- 1990 – Chiama piano di Pierangelo Bertoli e Fabio Concato
- 2007 –  Pensa di Fabrizio Moro

## Procedimenti giudiziari
Nel 1994 viene arrestato dalla Guardia di Finanza per essersi rifiutato di fermarsi ad un posto di blocco mentre era al volante della sua Fiat Panda.